# Калиоња (Алесандрија)
Калиоња је насеље у Италији у округу Алесандрија, региону Пијемонт.
Према процени из 2011. у насељу је живело 7 становника. Насеље се налази на надморској висини од 231 м.